# Franz Liszt Muziekacademie

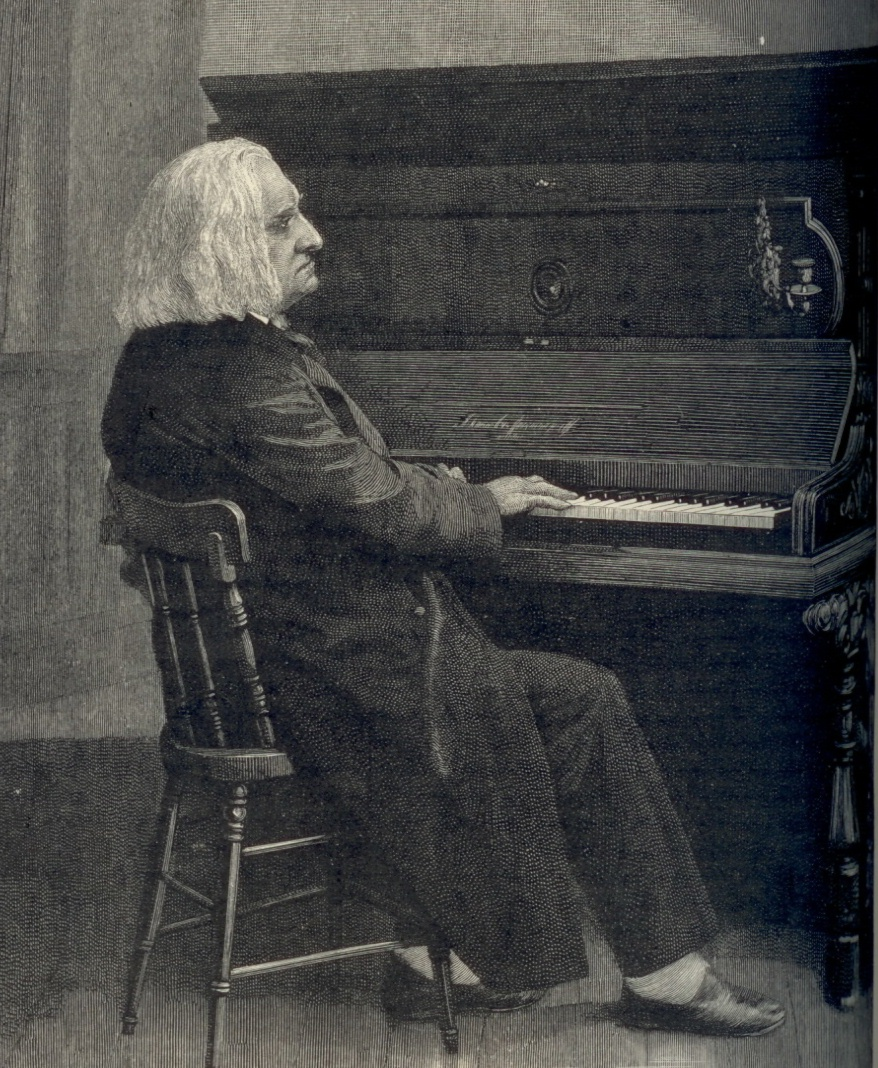
Franz Liszt in het oprichtingsjaar van de muziekacademie

De Franz Liszt-Muziekacademie (Hongaars: Liszt Ferenc Zeneművészeti Egyetem, kortweg Zeneakadémia) is de belangrijkste muziekopleiding van Hongarije. De instelling werd op 4 november 1875 als Nationale Koninklijke Muziekacademie (Országos Magyar Királyi Zeneakadémia) opgericht door de componist en pianist Franz Liszt. Het hoofdgebouw bevindt zich sinds 1907 aan het eveneens naar Liszt genoemde plein in het zesde district van Boedapest.

## Geschiedenis
De eerste ideeën voor de oprichting van een Hongaarse muziekacademie dateerden uit 1869. Daarvoor kon men uitsluitend in het buitenland muziek studeren. Franz Liszt, de oprichter van de academie, was ook de eerste directeur, maar hij was uitsluitend in de winter in Hongarije en leidde de cursussen voor piano. In het begin waren er 38 studenten.
Aanvankelijk opereerde de muziekacademie in de woning van Liszt, maar in 1879 werd het gebouw aan de latere Andrássyboulevard opgeleverd dat thans bekendstaat als de "Oude Academie". De componist-pianist Ferenc Erkel was in 1875 aangetreden als directeur.
In 1886 wierf de academie de violist Jenő Hubay en de cellist Dávid Popper als professoren aan en twee jaar later de pianist István Thomán. Compositie werd aanvankelijk gedoceerd door Robert Volkmann en na diens dood in 1883 door de kerkmusicus, muziektheoreticus, koorleider, organist en componist Hans von Koessler. Inmiddels was Liszt overleden (1886) en was Ödön Mihalovich, eveneens een componist, Erkel een jaar later opgevolgd als directeur.
In 1907 betrok de academie haar huidige onderkomen aan het Franz Lisztplein, een gebouw van het architectenduo Kálmán Giergl en Flóris Korb, waarvan de concertzaal de prominentste van Hongarije is.
In 1919 ging de Koninklijke Muziekacademie de Hogeschool voor Muziek heten. Sinds 1925 draagt de instelling de naam van Liszt. In 1971 kreeg ze de rang van universiteit (egyetem), die sinds 2000 ook in haar officiële naam vermeld wordt.
De academie had als ere-professoren significante persoonlijkheden uit de klassieke muziek zoals Eugen d’Albert en Sándor Végh.
Het tegenwoordige doel is - gebaseerd op de principes en de traditie van hun oprichters en de bekende professoren van het conservatorium - de opleiding, de esthetische en emotionele ontwikkeling van de componisten, artiesten en leraren.

## Locaties
De muziekacademie beschikt over vijf gebouwen in het centrum van Boedapest. Het hoofdgebouw aan het Franz Lisztplein (Liszt Ferenc tér) dient voor het hogere onderwijs en studiecentrum en biedt een uitgebreid concertaanbod. Het Ferenc Liszt Memorial and Research Center bevindt zich in de Oude Academie aan de Vörösmartystraat. Hier worden de muziekleraren aan de Boedapest leraren opleidingsinstituut van de Muziek Academie opgeleid. Het onderkomen van het tegenwoordige lerarenopleidingsinstituut is de voormalige Nationale muziekschool in de Semmelweisstraat. Het Bartók Béla Zeneművészeti Szakközépiskola és Gimnázium bevindt zich in het gebouw aan de Nagymezőstraat. Ten slotte bevindt zich een naar Bartók genoemd complex met studentenonderkomens aan de Városligetavenue.

## Curriculum
De academie biedt onder andere cursussen in de volgende vakgebieden:
- Klassieke muziek
  1. orgel, piano en andere toetsen-instrumenten
  2. strijkers, cimbalom, harp en gitaar
  3. houtblazers, koperblazers en slagwerk
  4. zang

1. Hedendaagse muziek
2. Oude muziek
3. Compositie
4. Dirigeren en Ensembles
5. Kamermuziek
6. Lerarenopleiding Muziek
7. Musicologie
8. Muziektheorie
9. Toneel, dans en opera
10. Kerkmuziek

De muziekacademie beschikt eveneens over een centrale bibliotheek, die als grootste muzikale collecte in Hongarije kan aangezien worden. De bibliotheek beschikt over 400.000 partituren, 70.000 boeken, 100 verschillende types van periodica en 15.000 platen, geluidsbanden, dvd's en cd's. Het gebouw is gevestigd aan het Franz Lisztplein.

## Bekende professoren en leerlingen
- Paul Abraham
- Karola Ágai
- Sándor Balassa
- Lajos Bárdos
- Béla Bartók
- Mária Comensoli
- Ernő Dohnányi
- Antal Doráti
- Peter Eötvös
- Ferenc Erkel
- Ferenc Farkas
- János Ferencsik
- György Geszler
- Frigyes Hidas
- Jenő Hubay
- Pál Járdányi
- Emmerich Kálmán
- Zoltán Kodály
- Rezső Kókai
- György Kurtág
- Kamilló Lendvay

- György Ligeti
- Éva Marton
- Iván Patachich
- Dávid Popper
- Albert Siklós
- László Somogyi
- Ferenc Szabó
- Bence Szabolcsi
- Ernő Szegedi
- András Szentkirályi
- Pál Hermann
- Erzsébet Szőnyi
- Zoltán Vásárhelyi
- Béla Vavrinecz
- Sándor Végh
- Sándor Veress
- János Viski
- Imre Waldbauer
- Leó Weiner
- Klára Würtz
- Ede Zathureczky